# Sapp Rocks
Die Sapp Rocks sind zwei 755 m hohe Felsvorsprünge im westantarktischen Queen Elizabeth Land. In den Pensacola Mountains ragen sie 3 km nördlich des Alley Spur an der Nordseite des Dufek-Massivs auf.
Der United States Geological Survey kartierte sie anhand eigener Vermessungen und mithilfe von Luftaufnahmen der United States Navy zwischen 1956 und 1966. Das Advisory Committee on Antarctic Names benannte sie 1968 nach Clifton Earl Sapp (1935–1997), Hospital Corpsman der Wintermannschaft auf der Amundsen-Scott-Südpolstation im Jahr 1965.